# ناحیه ایبرانی
ناحیهٔ ایبرانی (به مجاری: Ibrányi járás) یک ناحیه در مجارستان است که در سابولچ-ساتمار-برگ واقع شده‌است. ناحیهٔ ایبرانی ۳۰۴٫۹۱ کیلومتر مربع مساحت و ۲۳٬۶۷۹ نفر جمعیت دارد.